# 2014 YA50
2014 YA50 est un objet transneptunien de la famille des cubewanos et une planète naine potentielle.